# Evelize Fresta
Evelize Joaquina Joaquim da Cruz Fresta é uma médica e política angolana. Filiada ao Movimento Popular de Libertação de Angola (MPLA), é deputada de Angola pelo Círculo Eleitoral Nacional desde 28 de setembro de 2017.
Fresta concluiu pós-graduação em Medicina do Trabalho. De 1996 a 2007, foi diretora nacional de recursos humanos do Ministério da Saúde. Entre 2010 e 2012, ocupou o cargo de vice-ministra da Saúde para Saúde Pública.